# Amargosa (fiume)
Il fiume Amargosa è un corso d'acqua intermittente che scorre fra il Nevada e la California, impaludandosi nel bacino endoreico di Badwater, nella Valle della Morte. Chiamato anche "il gioiello della corone del deserto del Mojave" l'Amargosa è l'unico fiume che scorre naturalmente e perenne per alcuni brevi tratti nella regione settentrionale del deserto stesso, ciò ha consentito e favorito l'insediamento umano lungo il suo corso sin da epoche preistoriche: sono state infatti ritrovate delle vestigia che testimoniano che la zona sia stata abitata dagli indigeni almeno dal 8000 a.C.
Deve il suo nome alla parola spagnola "amargo" che significa "amaro" con riferimento al sapore delle sue acque.

## Corso del fiume

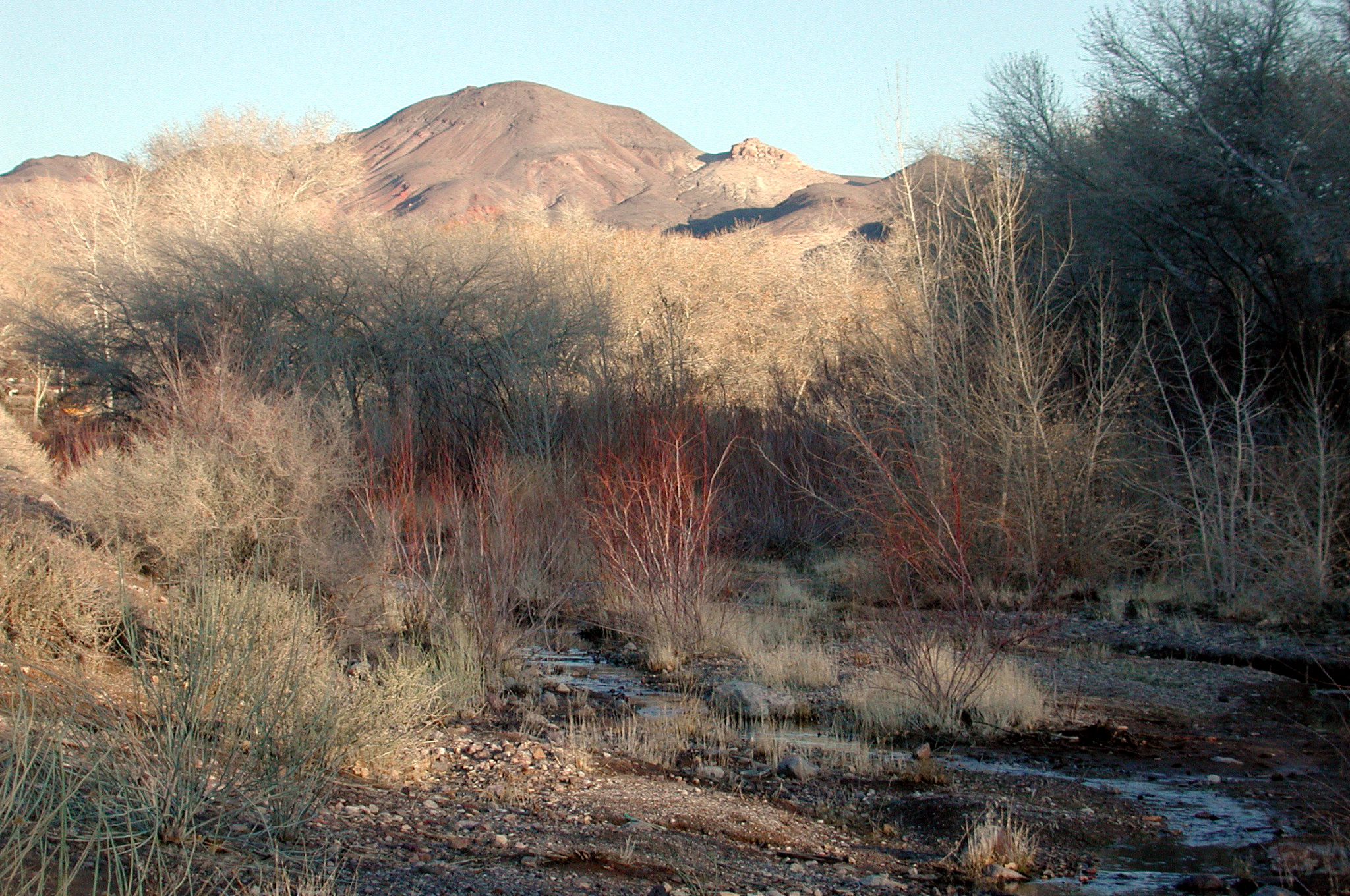
Il fiume presso Beatty

Il corso del fiume inizia dal Thirsty Canyon (Canyon assetato) che intaglia le fiancate del massiccio chiamato Pahute Mesa nella Contea di Nye in Nevada. Dopo aver percorso l'Oasis Valley, nella quale riceve in sinistra idraulica il Beatty Wash, i fiume bagna la località di Beatty.

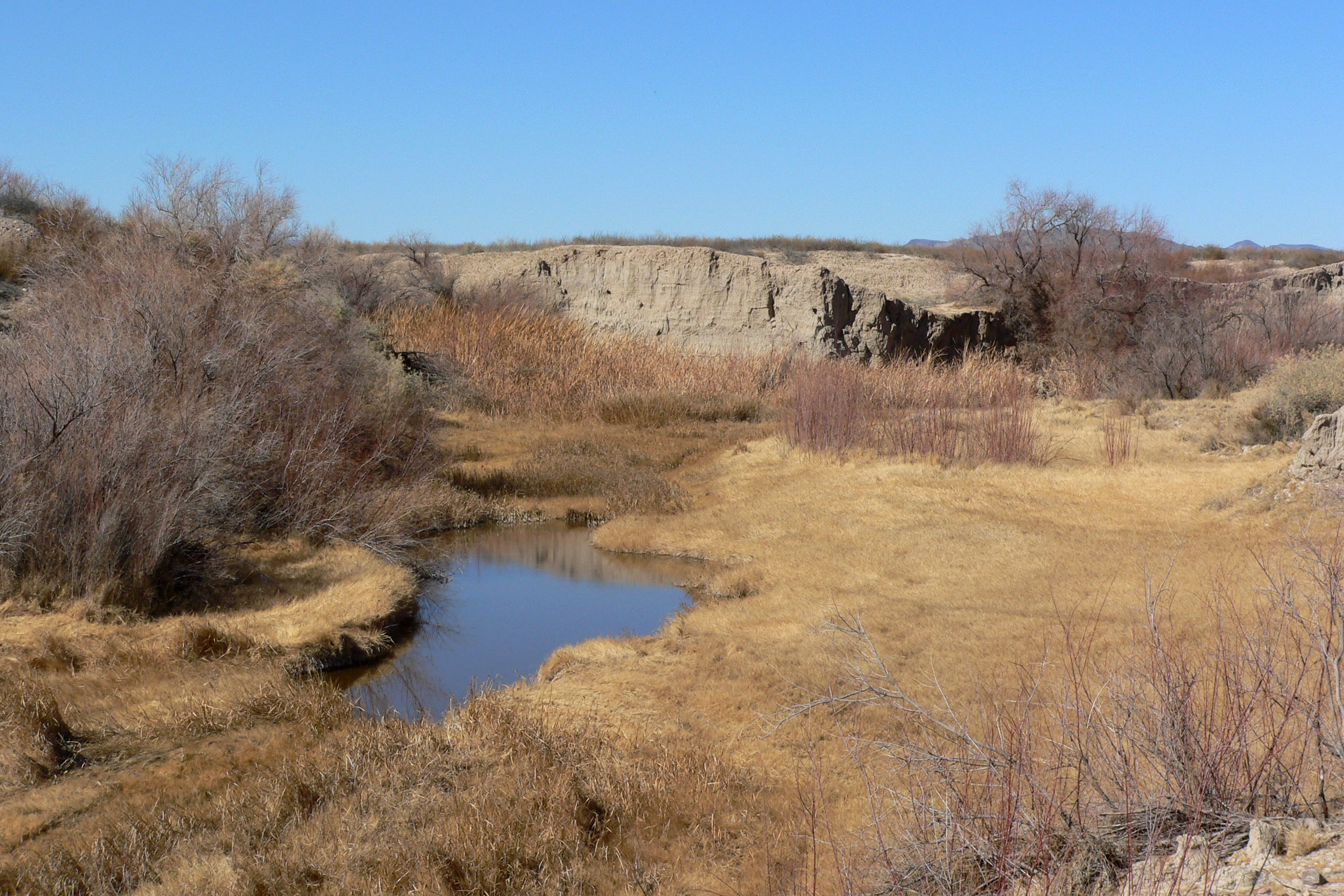
Il fiume Amargosa presso Tecopa

Lasciata Beatty il fiume scorre in direzione sud est nel cosiddetto Deserto di Amargosa, quindi, entrato in California, il corso d'acqua si lascia alle spalle le Funeral Moutains sulla destra e l'area protetta di Ash Meadows sulla sinistra e, dopo aver ricevuto il Carson Slough in sinistra, il fiume entra nell'Amargosa Canyon dal quale esce presso la località di Shoshone.
Da qui l'Amargosa prosegue verso sud scorrendo parallelo alla Route 127 sino a raggiungere la località di Tecopa dove è attraversato dalla Old Spanish Trail, antica rotta commerciale tracciata dai viaggiatori europei sul finire del XVIII secolo. A valle di Tecopa riceve in sinistra il contributo delle Willow Springs entrando quindi nella contea di San Bernardino; il corso piega poi verso ovest attraversando le Dumont Dunes, propaggine settentrionale del Deserto del Mojave, per poi dirigersi decisamente verso nord ed entrare nel Parco nazionale della Valle della Morte,  terminando quindi la corsa nella depressione che coincide con il punto più basso degli Stati Uniti, collocato a -85 m.s.l.m, chiamata Bacino di Badwater dove il fiume si impaluda alimentando la falda sotterranea dell'antico Lago Manly.

## Regime idrologico

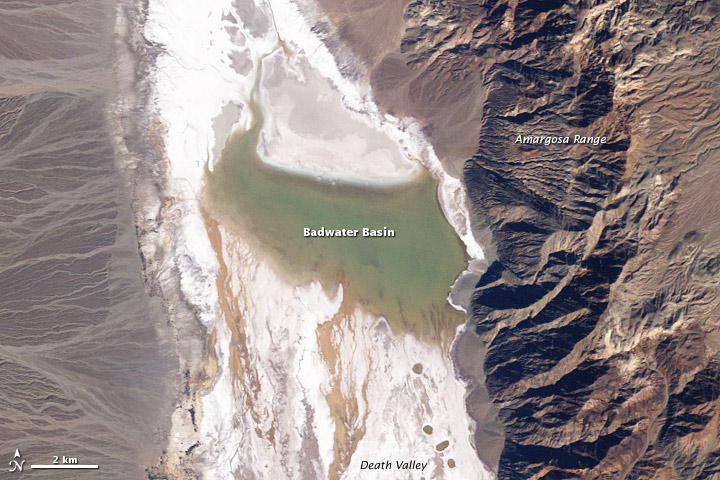
Il bacino allagato di Badwater dopo le piogge intense del 2005

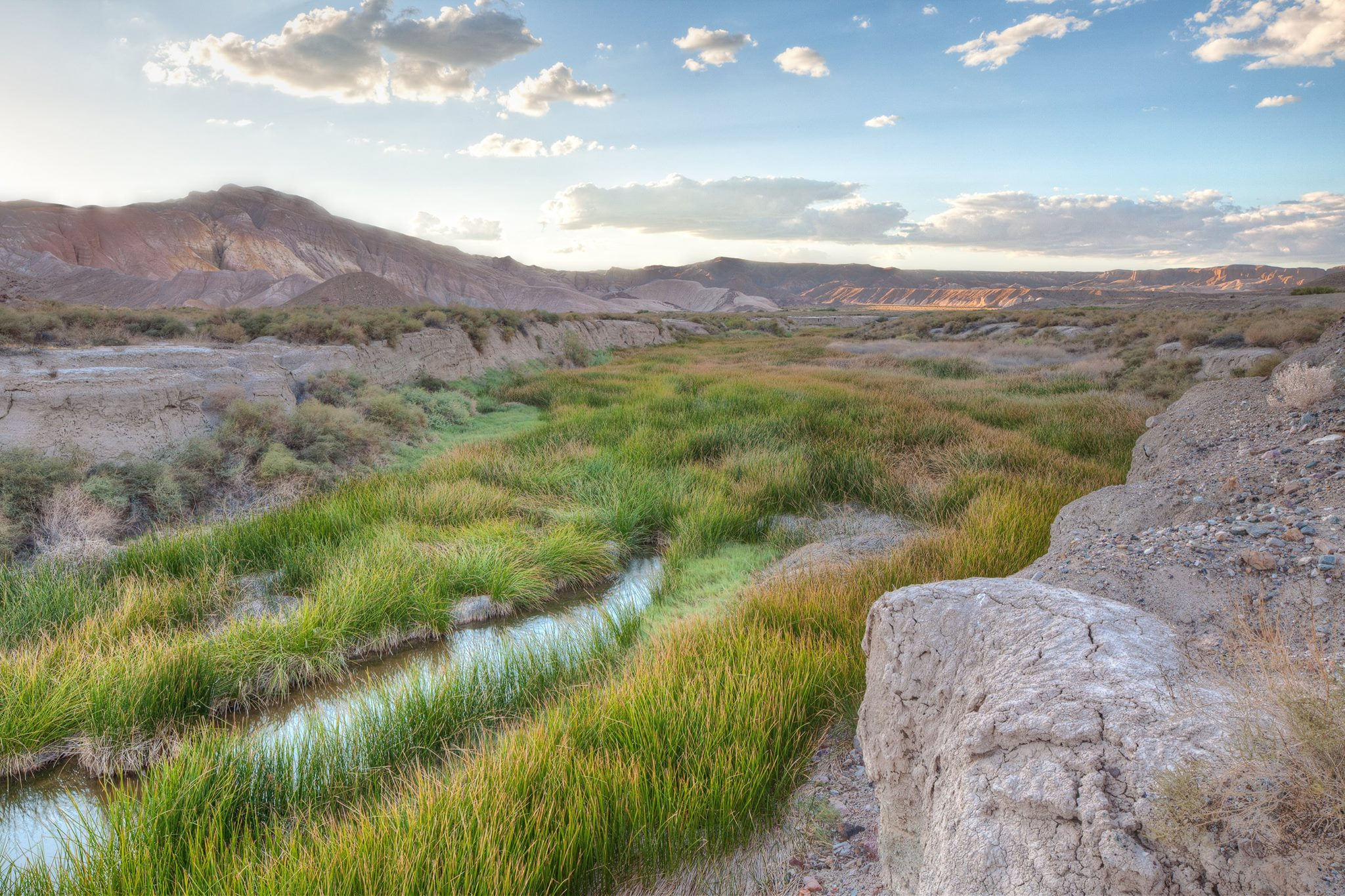
Scorcio del fiume in un tratto con ecosistema palustre

Il fiume drena un'area desertica piuttosto ampia possedendo un bacino imbrifero di circa 14 245 km2, la scarsità di precipitazioni fa si però che la portata media a Tecopa sia di soli 0,11 m3/s e che per lunghi tratti il fiume scorra in superficie solo occasionalmente.La portata massima registrata in tempi storici a Tecopa è di circa 300 m3/s misurata il 16 agosto 1983 mentre per parecchi giorni dell'anno, sempre nella medesima stazione, si registra una portata nulla.
Durante l'ultima era glaciale il fiume era il principale immissario del Lago Tecopa, che si trovava lungo il suo corso, e del lago Manly che si estendeva nell'odierna Valle della Morte e del quale resta la pozza di Badwater come ultima vestigia visibile. In caso di precipitazioni intense il fiume riesce ancora a raggiungere scorrendo in superficie la pozza provocando l'allagamento del bacino.

## Flora e fauna

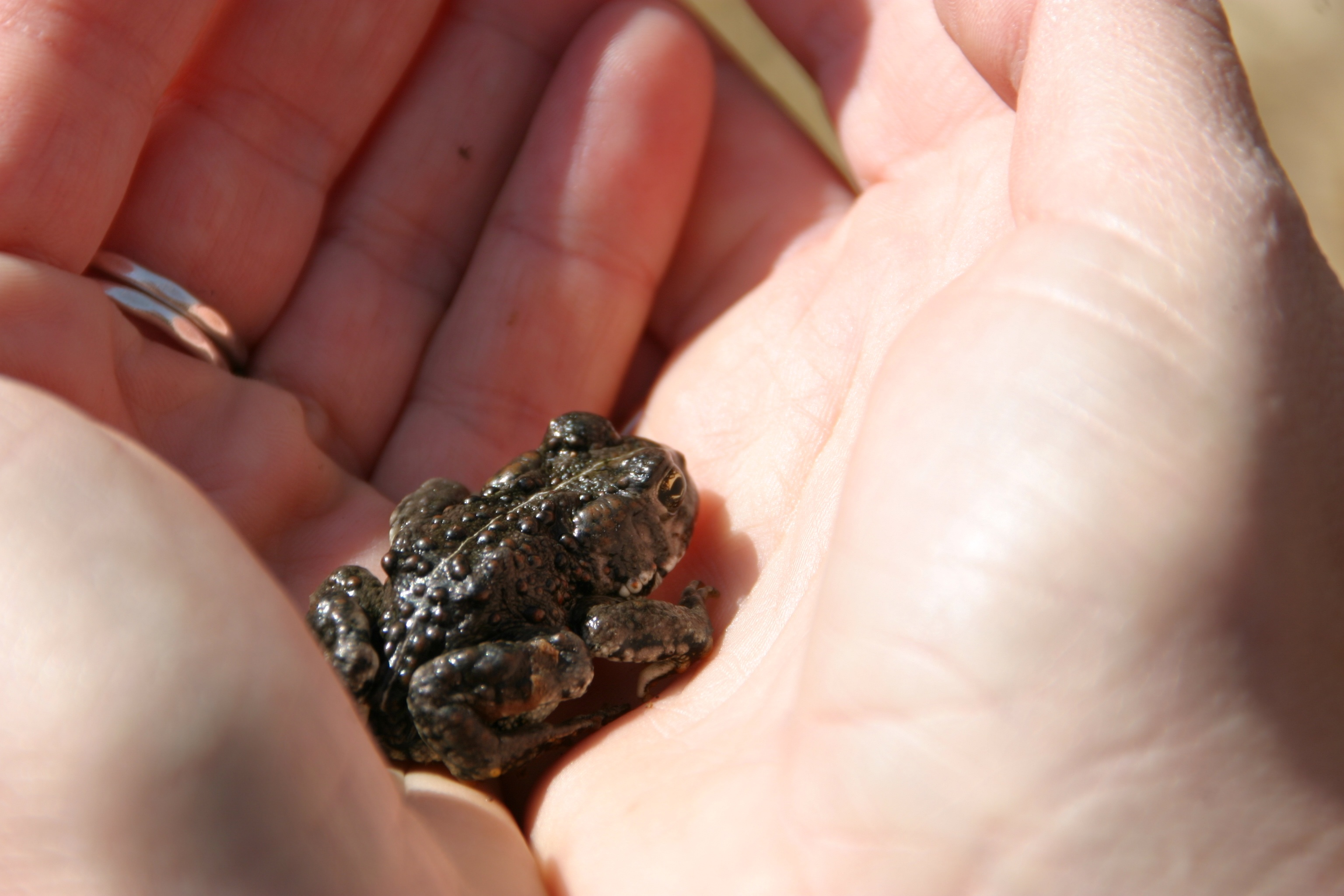
Il rospo dell'Amargosa

Anche se per lunghi tratti il fiume si presenta a carattere intermittente scorrendo nel sottosuolo, esistono alcuni punti dove il corso d'acqua diviene perenne. In particolar modo fra l'Amargosa Canyon, Tecopa e Shoshone, grazie al contributo di alcune sorgenti come le Tecopa hot springs, esiste un tratto con acqua che scorre in superficie per circa una trentina di chilometri creando i presupposti per sostenere lungo le sulle sue rive una foresta a galleria di salici.

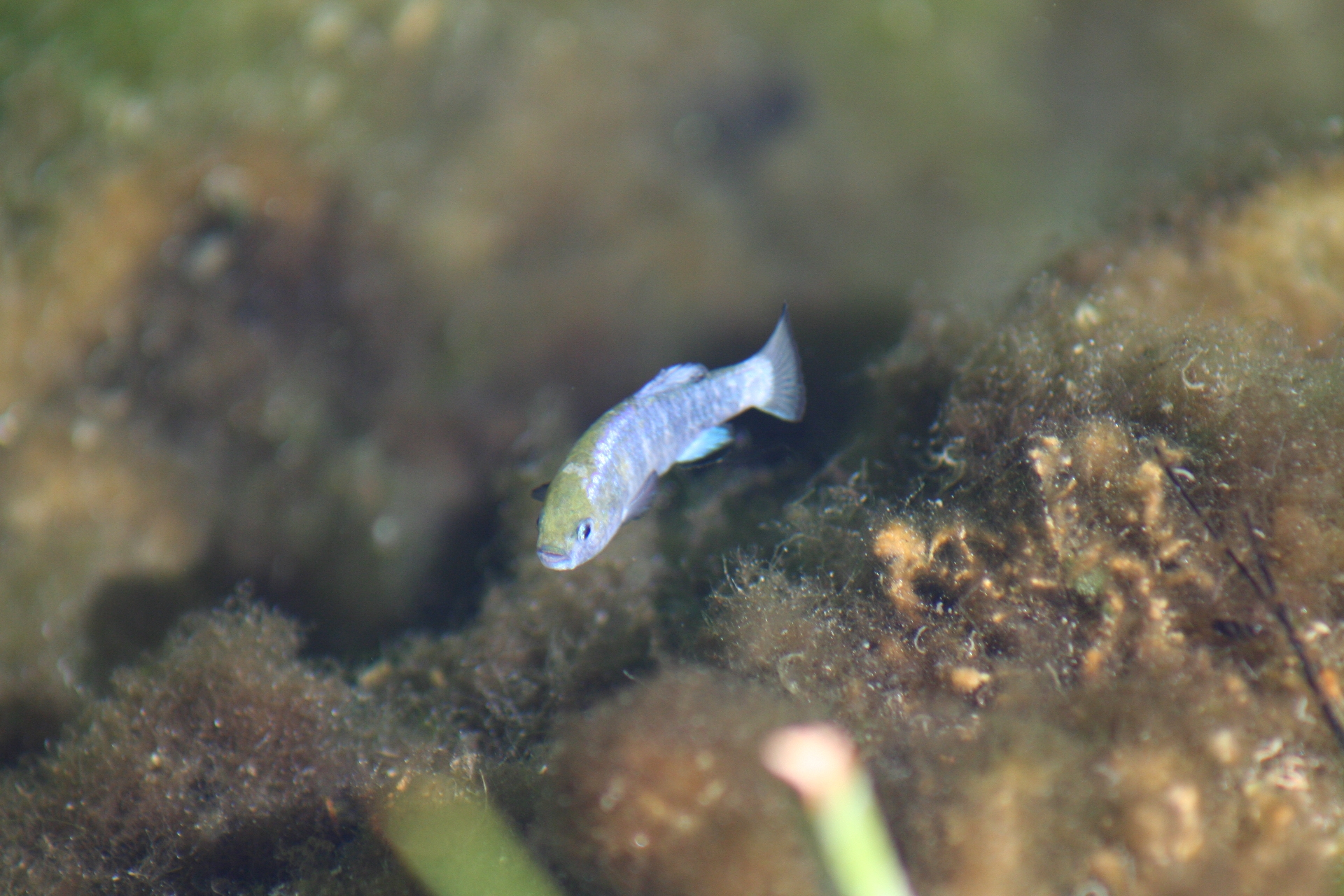
Cyprinodon nevadensis amargosae

Il fiume ospita anche rari endemismi come il Cyprinodon nevadensis che viene chiamato generalmente ciprinodontide di Amargosa, specie diffusa in alcune pozze e stagni del deserto del Mojave, in particolar modo, una sottospecie: la Cyprinodon nevadensis amargosae vive solo in due tratti del fiumi, il primo è tratto che va dall'Amargosa Canyon ea Tecopa, il secondo è un piccolo tratto vicino alle Saratoga Springs.
Un altro endemismo è il rospo di Amargosa che vive nel primo tratto del fiume corrispondente all'Oasis Valley, appena a monte di Beatty. Il suo habitat naturale è ristretto a soli 16 km lungo le rive del fiume, fra Springdale e Beatty e in alcune sorgenti che generano piccoli ruscelli tributari o specchi d'acqua isolati. La riproduzione avviene in piccole pozze dove spesso vive una piccola vegetazione acquatica.
Per l'unicità e la fragilità dell'ecosistema da salvaguardare, il fiume Amargosa è inserito dal 2009 nell'elenco dei "National Wild and Scenic Rivers" degli Stati Uniti, designazione che distingue particolari aree protette.